# VMac
 (juillet 2018).
Si vous disposez d'ouvrages ou d'articles de référence ou si vous connaissez des sites web de qualité traitant du thème abordé ici, merci de compléter l'article en donnant les références utiles à sa vérifiabilité et en les liant à la section « Notes et références ».

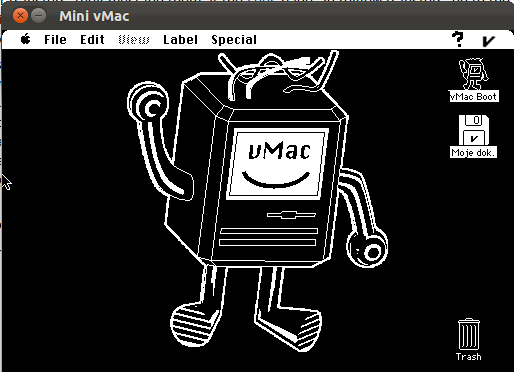
Capture d'écran de vMac

vMac est un émulateur d'ordinateur Macintosh pour macOS, Microsoft Windows,  MS-DOS, OS/2, NeXTSTEP, Linux / Unix, et d'autres plateformes. vMac émule un Macintosh Plus et peut faire fonctionner Mac Os de la version 1.1 à la 7.5.5. vMac supporte l'émulation des processeurs 68000-68040 ainsi que la gestion sonore, graphique, interface disquette, images de disques HFV et autre. 
Certaines versions incluent aussi la gestion du CDROM ainsi qu'une gestion d'une sortie série. Cependant, le site internet de développement de vMac n'a pas bougé depuis le 8 janvier 2002. Plusieurs des adresses emails de développeurs ne sont plus actives ou ne répondent plus.
Le code source est accessible. Sa licence ne permet pas de revendre des copies du programme.

## Mini vMac
Il existe aussi Mini vMac, maintenu par Paul C Pratt. Il supporte les Macintoshs 128K, 512K, 512Ke, Plus, SE et Classic, ainsi qu'un développement pour les  Macintosh II, Macintosh Portable et PowerBook 100.

## Éléments requis
Afin de pouvoir utiliser vMac ou Mini vMac, vous devez être en possession d'une ROM Macintosh compatible. Les fichiers des ROM Macintosh sont la propriété d'Apple Computer et ne peuvent être distribuées. On peut les récupérer via un petit logiciel permettant d'extraire la ROM du Macintosh. Un tutoriel en anglais est proposé sur le site Internet de Mini vMac.